# Вільнянка (притока Самари)
Вільнянка — річка в Україні, ліва притока Самари. Впливає у Самару межах села Вільне.
Довжина 10 км. Площа водозбірного басейну 93,2 км². Похил річки 1,9 м/км.
Відстань від гирла Самари до місця впливу Вільнянки — 53 км.